# Pandemia de COVID-19 em Santo Eustáquio
A pandemia de COVID-19 em Santo Eustáquio faz parte da pandemia viral global em curso da doença de coronavírus 2019 (COVID-19), que confirmou ter atingido o Caribe Holandês de Santo Eustáquio em 31 de março de 2020. Em 5 de maio, todos os casos estavam recuperados.

## Antecedentes
Em 12 de janeiro de 2020, a Organização Mundial da Saúde (OMS) confirmou que um novo coronavírus era a causa de uma doença respiratória em um grupo de pessoas na cidade de Wuhan, província de Hubei, China, relatada à OMS em 31 de dezembro de 2019.
A taxa de mortalidade de casos para COVID-19 foi muito menor que a da SARS de 2003, mas a transmissão foi significativamente maior, com um número total significativo de mortes.
A ilha tem uma população de 3 139 pessoas. O Centro Médico Queen Beatrix, administrado pela Fundação de Assistência Médica Santo Eustáquio oferece os cuidados médicos na ilha, mas os pacientes que necessitam de cuidados intensivos precisam ser transportados para São Martinho. Os testes para COVID-19 também estão sendo realizados em São Martinho, mas devido à capacidade limitada, os testes para pessoas sem sintomas são encaminhados para Guadalupe, que levam de 3 a 5 dias.

## Linha do tempo

### Março
Em 16 de março, o aeroporto e o porto foram fechados para viagens internacionais de áreas de alto risco, como Europa e Estados Unidos.
Até 26 de março, não havia casos confirmados no território, com sete casos suspeitos voltando negativos. As escolas também foram fechadas na ilha. A maioria dos visitantes internacionais também estava proibida de entrar no território.
Em 31 de março, os dois primeiros casos foram confirmados. Os pacientes eram jovens da Holanda que chegaram em 15 de março e se isolaram após a chegada.

### Abril
Em 1 de abril, foi anunciado um pacote de apoio de 13 milhões de euros para empresas, funcionários e desempregados nas ilhas dos Países Baixos Caribenhos.
Em 2 de abril, foi anunciado o fechamento de restaurantes, bares, centros esportivos e a proibição de encontros com mais de 25 pessoas.
Em 7 de abril, o governador da ilha, Marnix van Rij, anunciou que todos os negócios não essenciais devem fechar; nos supermercados, era permitido um máximo de 15 pessoas, incluindo funcionários, e que Santo Eustáquio ainda não implementaria um toque de recolher. Peter Glerum foi nomeado consultor de gestão de crises pela Entidade Pública de Santo Eustáquio.
Em 17 de abril, uma unidade móvel de terapia intensiva foi entregue de Maastricht via São Martinho. Os dois casos positivos foram testados novamente e ainda eram positivos.
Em 19 de abril, 19 pessoas foram testadas e 15 estavam em quarentena.
Em 20 de abril, houve uma declaração oficial pouco clara de que o número de casos foi de 1, mas acontece que um se recuperou.
Em 22 de abril, um hospital de campo semi-permanente chegou a Santo Eustáquio e foi usado para pacientes com COVID-19 em Bonaire, Santo Eustáquio e Saba. O hospital de campanha consiste em seis leitos de UTI, e esperava-se que se tornasse operacional em 8 de maio.
Em 23 de abril, foi anunciado que a pessoa que foi evacuada para o Centro Médico de São Martinho em um helicóptero em 21 de abril apresentou resultado negativo.
Em 25 de abril, foi anunciado que, a fim de aliviar as dificuldades econômicas, a tarifa fixa de eletricidade e água seriam fixadas em zero e o preço da internet seria fixado em US$ 25 - de 1 de maio até o final do ano. A ilha também receberia € 150.000 em ajuda alimentar.
Em 28 de abril, o governador Marnix van Rij anunciou que estavam sendo planejados vôos de repatriação para cidadãos europeus e norte-americanos presos em Santo Eustáquio. Santo Eustáquio iniciou a preparação com a Brigada de Incêndio do Caribe na Holanda para uma estratégia conjunta do COVID-19.

### Maio
Em 1º de maio, o governador Marnix van Rij anunciou que as escolas seriam reabertas gradualmente a partir de 11 de maio.
Em 5 de maio, todos os casos foram recuperados. Ainda existia um teste pendente. A ilha estava sob uma lei de emergência que expiraria em 15 de maio.
Em 18 de maio, o Centro Médico Queen Beatrix reabriu gradualmente.